# Mocadaci
Maomé ibne Amade Xameçadim Mocadaci (Muhammad ibn Ahmad Shams al-Din al-Muqaddasi - lit. "Maomé, filho de Amade Xameçadim Mocadaci"; c. 945 — ca. 1000), melhor conhecido somente como Mocadaci, foi um historiador e geógrafo árabe.
Seu livro mais conhecido é Ahsan at-Taqasim fi Ma'arifat al-Aqalim, "Melhor classificação para o conhecimento dos climas (ou regiões)", concluído no ano de 985. O livro é um resultado das anotações que o autor fez ao longo de suas viagens pelo Oriente Médio, desde a sua peregrinação a Meca, aos 20 anos de idade. Além de trazer observações sobre povos, costumes, comércio, arquitetura e arqueologia dos lugares visitados, foi o  primeiro livro de geografia árabe a incluir mapas em cores.